# マフラク県
マフラク県（マフラクけん、アラビア語: محافظة المفرق）は、ヨルダンを構成する県（ムハーファザ）の1つである。
県都はマフラク。マフラク周辺は農業も盛んな交通の要所だが、県の大部分は砂漠地帯で、イラク国境に向かう道路が走る。県の東はイラクに接するほか、県の北はシリア、県の南はサウジアラビアとの国境になる。
面積はマアーン県に次いで大きく、人口密度もマアーン県に次いで少ない。

## 隣接する県
- ダルアー県
- スワイダー県
- ダマスカス郊外県
- ホムス県
- アンバール県
- 北部国境州
- ジャウフ州
- ザルカ県
- ジャラシュ県
- イルビド県

## 下位行政区画

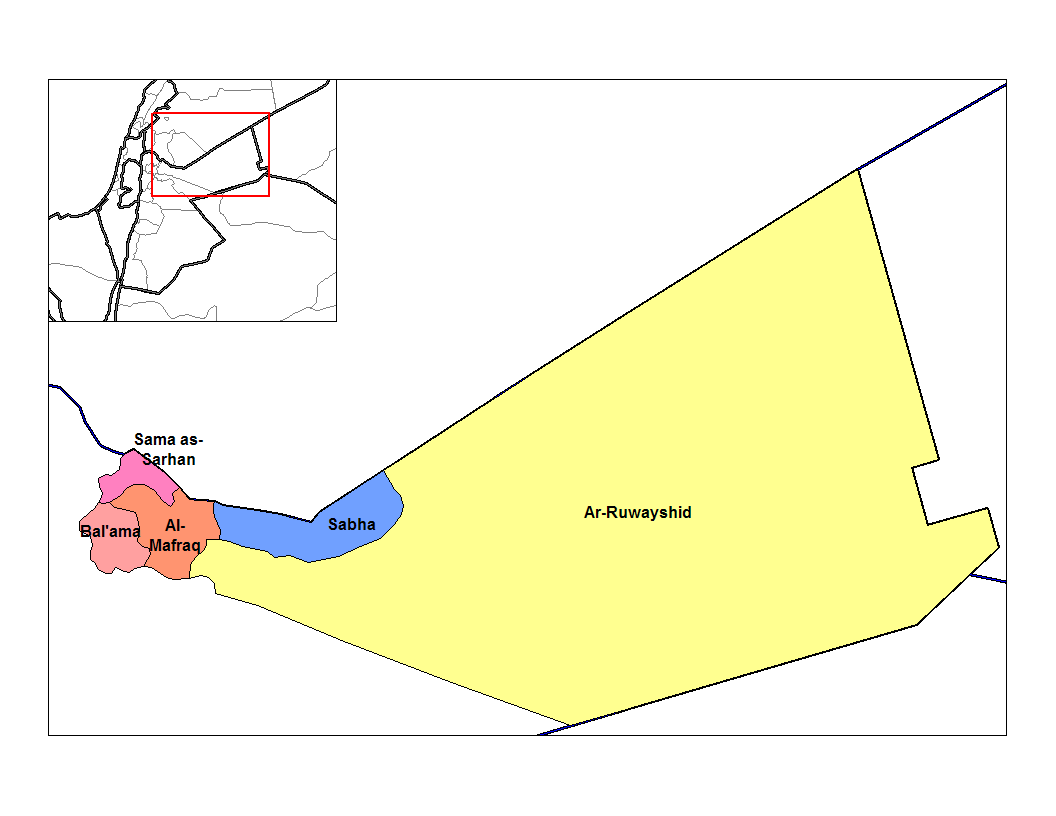
マフラク県の郡

- لواء البادية الشمالية (Liwā' al Bādiyah ash Shamālīyah) (Badiah Shamaliyah)
- لواء البادية الشمالية الغربية (Liwā' al Bādīyah ash Shamālīyah al Gharbīyah) (Badiah Gharbiyah)
- لواء الرويشد (Liwā' ar Ruwayshid)
- لواء قصبة المفرق (Liwā' Qaşabat al Mafraq) (Mafraq Qasabah)